# 45 Christopher Street
45 Christopher Street es un edificio residencial orientado al sur sobre Christopher Park en el distrito histórico de Greenwich Village en el lado oeste del Lower Manhattan de Nueva York.
Fue construido por los hermanos desarrolladores Bing & Bing con el estudio de arquitectura Boak & Paris. Russell M. Boak y Hyman F. Paris dejaron el estudio de arquitectura de Emery Roth para comenzar su propia práctica en 1927.
El edificio recibió una licencia de ocupación el 17 de julio de 1931.

## Desarrollo
La construcción de 45 Christopher Street fue parte de un desarrollo simultáneo de cinco edificios en el área. Bing & Bing también trabajó con Boak y Paris en 302 West 12th Street. Eligieron al arquitecto Emery Roth para 299 West 12th Street y 59 West 12th Street Además, eligieron trabajar con el arquitecto Robert T. Lyons en 2 Horatio Street.

## Rivalidad con Central Park West
Leo Bing anunció el 1 de abril de 1929 que su empresa había adquirido silenciosamente 75 lotes pequeños y edificios antiguos en gran parte alrededor de Abingdon Square, Sheridan Square y Jackson Square Park. Y los lotes se combinarían para permitir un conjunto de edificios de departamentos de 17 pisos a mayor escala.
Dijo que su objetivo era "recrear todo el distrito como una contraparte moderna de la sección residencial de clase alta que alguna vez fue", diciendo que "rivalizaría con Central Park West y el elegante lado este en unos pocos años". Citó el objetivo de la reinvención del vecindario como la razón para la construcción simultánea, y dijo que su esperanza era que "la transformación completa de la sección se pueda lograr lo más rápido posible".
A pesar del inicio de la Gran Depresión pocos meses después del anuncio de Leo Bing, en septiembre de 1931, Bing & Bing informó que "los cinco nuevos edificios en las calles Christopher, Horatio y West Twelfth están demostrando ser las más populares de todas las propiedades de apartamentos de Bing & Bing . Las personas que llaman han sido numerosas ... y un alto porcentaje del espacio ha sido alquilado ”.

## Acontecimientos y residentes notables
- Theodor Adorno, filósofo y teórico cultural[10] y Gastona Marie Rossilli, consultora de moda y comportamiento,[11] eran residentes.
- Una de las tiendas de la planta baja era Lawrence R. Maxwell Books, donde Anaïs Nin trabajó cuando era joven.[12]
- El edificio está adyacente al Stonewall Inn; las ventanas de una tienda de la planta baja se rompieron durante los disturbios de Stonewall[13]
- En 1934, una explosión en el ático del piso 17 mató al ocupante e hirió a muchas personas en los pisos inferiores; la policía sospechaba de suicidio causado por un divorcio reciente.[14]